# ایالت فشودا
ایالت فشودا (به لاتین: Fashoda State) یک منطقهٔ مسکونی در سودان جنوبی است که در Kodok واقع شده‌است. ایالت فشودا ۱۵۵٬۶۰۲ نفر جمعیت دارد.